# Kanjut Sar
Kanjut Sar é uma montanha na cordilheira Karakoram, no Paquistão. O Kanjut Sar tem dois picos principais:
- Kanjut Sar I com 7760 m : é a 26.ª montanha mais alta do mundo.
- Kanjut Sar II, a sudeste do Kanjut Sar I, com 6831 m.